# Alvarezina
Alvarezina es un género de foraminífero bentónico considerado un sinónimo posterior de Eggerella de la subfamilia Eggerellinae, de la familia Eggerellidae, de la superfamilia Eggerelloidea, del suborden Textulariina y del orden Textulariida. Su especie tipo era Verneuilina mexicana. Su rango cronoestratigráfico abarcaba desde el Plioceno hasta la Actualidad.

## Discusión
Clasificaciones previas incluían Alvarezina en la superfamilia Textularioidea, del suborden Textulariina y del orden Textulariida.

## Clasificación
Alvarezina incluye a las siguientes especies:
- Alvarezina bradyi
- Alvarezina mexicana
- Alvarezina cyclosiomata
  - Alvarezina cyclosiomata sinuata